# 筋交い

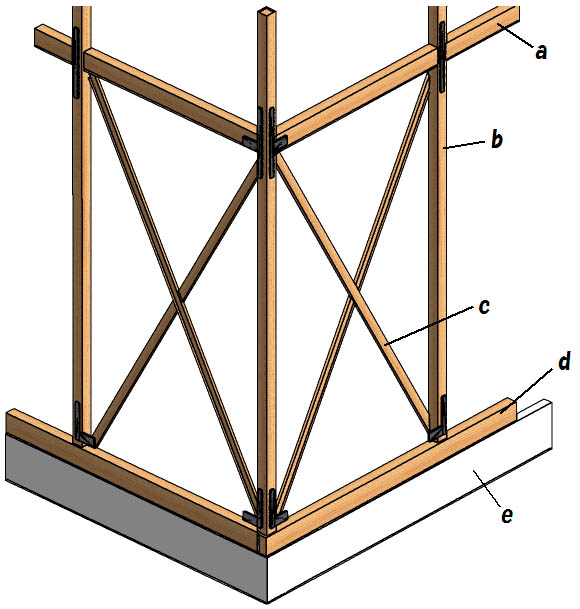
在来工法の構造図
a=梁 b=柱 c=筋交い d=土台 e=基礎

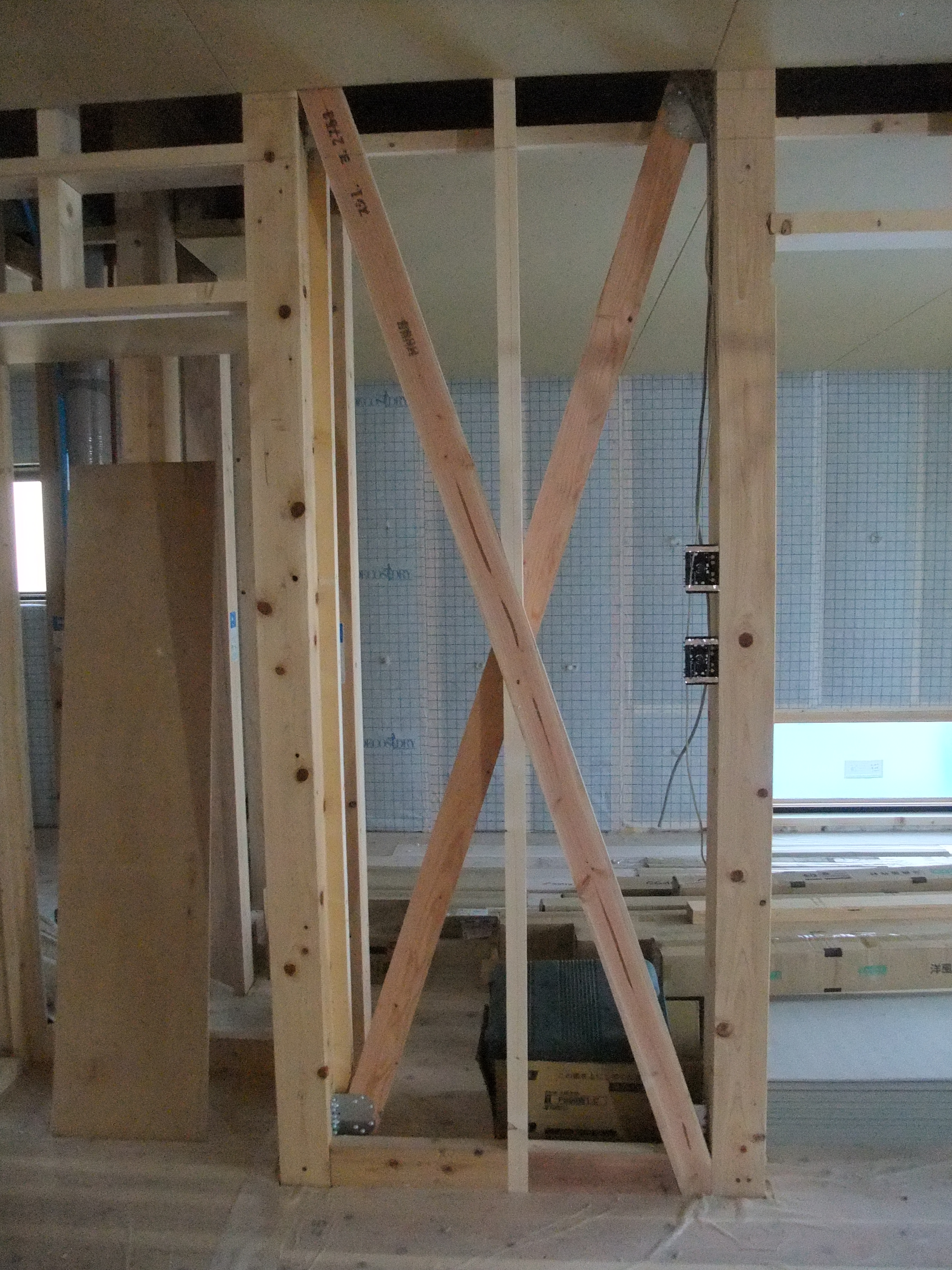
筋交い。接合部は金物で補強されている。向こう側に見える断熱材はセルロースファイバー

筋交い（すじかい）とは、柱と柱の間に斜めに入れて建築物や足場の構造を補強する部材である。「筋交」「筋違」「筋違い」とも表記され、ブレース (brace) とも呼ばれる。
構造体の耐震性を強める効果があり、建築基準法では一定の割合で筋交いを使用することが義務づけられている（梁と梁、耐力壁で十分な強度が発揮できる場合は除く）。柱と梁の形づくる長方形は、接合部の強度に余裕がないと、地震や暴風などの水平力を受けたときに平行四辺形にひしゃげるように変形してしまう。そこで、対角線状に筋交いを加えて三角形の構造を作り、変形を防止するわけである。
イラストではクロスに2本組まれているが、斜めに1本のみの場合もある。
多くの場合は木材や鉄骨など圧縮引張の両方に効くものを用いるが、鉄筋のように圧縮に弱いものをたすきがけにして用いることもある。木造建築の場合、数本の釘や鎹（）で止める比較的簡単な取り付け方では、引張力がかかった場合に付け根が外れてしまう危険性がある。これを防ぐため、金物を用いて柱や梁に強力に固定する方法がとられる。
筋交いは大抵、壁の中に隠れるように取り付けられるが、ラーメン構造の大型駐車場などでは露出した筋交いが見えてくることも多い。また、壁の少ないピロティが構造上の弱点となっている場合などに、耐震補強の手段として筋交いを追加することがしばしばある。
耐火建築物であっても、水平力のみを負担し、主要構造部に該当しない筋交いは、木材等の可燃物であっても原則として耐火被覆は不要である。この性質を利用し、耐火性能が要求される中大規模木造建築物で筋交いの木材を意匠的に現しで使用する例もしばしばみられる。